# Abundio de Como
San Abundio de Como (f. c. 469), también conocido por Abondio, Abundias, o Abondión, fue un obispo de Como, Italia. 
Abundio nació en Salónica. Sobre el 448 se convirtió en el cuarto obispo de Como, sucediendo al religioso de Canterbury Amancio, cuya muerte está tradicionalmente establecido en 448. Estuvo presente en el Concilio de Constantinopla en 450. Tomó parte activa contra la herejía de Eutiques en Calcedonia (451), donde fue el representante del papa León I el Magno. En 452 tomó parte en el Concilio de Milán. Se atribuye a Abundio ser uno de los creadores del Te Deum.
La iglesia románica de Sant'Abbondio de Como, consagrada en 1095 por el papa Urbano II, está erigida en su honor. Sus reliquias se conservan en el altar. En el martirologio romano se indica que su festividad se celebra el 4 de abril.